# Arquitectura MIPS

Fig.1 Arquitectura MIPS

MIPS (acrònim anglès de Microprocessor without interlocked Pipeline Stages) és una família de microprocessadors amb instruccions de tipus RISC desenvolupat per l'empresa MIPS Technologies, amb seu a California,EUA. Existeixen diferents versions: MIPS I, MIPS II, MIPS III, MIPS IV, MIPS V, MIPS32 i MIPS64.
Aplicacions típiques de l'arquitectura MIPS són en el sistemes incrustats (embedded) tals com routers i consoles de video jocs (Nintendo,PlayStation), impressores, receptors de tv, modems.

## Arquitectura
- MIPS és una arquitectura modular que suporta fins a 4 coprocessadors (COP0/1/2/3). En terminologia MIPS, COP0 és el coprocessador de control de sistema, COP1 és una unitat de càlcul de coma flotant opcional i COP2/COP3 són motors de transformació geomètrica opcionals.
- MIPS és del tipus Load/store, que vol dir que només permet operacions aritmètiques i lògiques entre els registres de la CPU.
- Versions :

### MIPS I
Introduïda el 1985 amb el R2000.

### MIPS II
Introduïda el 1990 amb el R6000.

### MIPS III
Introduïda el 1992 amb el R4000. Afegeix registres de 64 bits i operacions amb nombres en coma flotant.

### MIPS IV
Introduïda el 1994 amb el R8000. Afegeix precisió a les operacions amb nombres en coma flotant.

### MIPS V
Introduïda el 1996 amb el H1. Afegeix extensions de multimèdia 3D.

### MIPS 32/64 Release 1,2,3,4,5,6
Introduïda el 1999. Afegeix instruccions de 32/64 bits.